# جوليا سانشيز
جوليا سانشيز (بالإسبانية: Julia Sánchez Deza) هي عداءة سريعة بيروفية، ولدت في 28 يناير 1930 في ليما في بيرو، وتوفي بنفس المكان في 19 ديسمبر 2001.